# Rtiče
Rtiče – wieś w Słowenii, w gminie Zagorje ob Savi. W 2018 roku liczyła 16 mieszkańców.